# Макарій (Малетич)
Мака́рій (світське ім'я — Малетич Микола Іванович; нар. 1 жовтня 1944, с. Красне, Дрогобицька область) — архієрей Православної церкви України, митрополит Львівський, постійний член синоду. Почесний громадянин Львова.
Останній предстоятель УАПЦ, був ним з 4 червня 2015 року і до її ліквідації, увійшовши з кліром та мирянами УАПЦ на Об'єднавчому Соборі до Православної церкви України.

## Життєпис
Народився 1 жовтня 1944 р. у бойківському селі Красне Турківського району Львівської області в селянській багатодітній родині.
Батько, Іван Кирилович Малетич, 1907 року народження, помер у 1959 році на 52-му році життя. Мати, Юлія Іванівна Малетич, 1912 року народження, померла в 1963 році. Сім'я залишилася без батьків. З десятьох дітей незабаром двоє померло, залишилося шість братів і дві сестри.
У 1951 році пішов у перший клас Краснянської восьмирічної школи, після її закінчення був змушений працювати в радгоспі «Карпати», навчатися у вечірній школі та доглядати двох молодших братів. Старші брати й сестри до того часу залишили свою домівку, бо самі створили власні сім'ї та роз'їхалися по світу. Михайло Малетич був одружений в с. Яунові Турківського району; сестра Анастасія вступила в шлюб і проживала в с. Красне, як і брат Кирило. Сестра Марія зі своїм чоловіком та брат Йосиф виїхали в Краснодарський край, де і зараз проживають. У батьківській оселі залишились брати Василь і Ярослав, яким було після смерті матері відповідно 12 і 7 років, тому опікуватися ними довелося Миколі як найстаршому братові.
У 1964 році одружився з Катериною Михайлівною Андрійчик. В армії не служив за сімейними обставинами, однак в 1967 проходив двомісячні військові збори. В 1973 році вступав до Одеської духовної семінарії, не вступивши, поїхав у Краснодарський край, де працював на лісопереробці до 1974 року. Повторно вступав до Одеської семінарії, але знову не вступив.
Після цього поїхав у Пензенську область у м. Нижній Ламов, де працював на заводі до 1975 року, дружина в той час залишилася проживати в с. Красному, працювала в радгоспі й виховувала трьох їхніх дітей: Миколу, Наталію та Ганну. Того ж року знову вступав до Одеської семінарії, був зачислений, але повноважний у справах релігії не хотів дати дозволу на його прописку в семінарії (зі слів ректора архімандрита Агафангела). Йому було запропоновано зустріч із повноваженим, але він відмовився, за що довелося залишити стіни семінарії. Лише через деякий час із благословення Високопреосвященнішого митрополита Сергія Микола Малетич був скерований у Донецьку область у Горлівку, де працював кочегаром, пономарем і псаломщиком. Сюди до нього приїхала сім'я.
18 січня 1975 року висвячений в сан диякона, на служіння в м. Костянтинівку Донецької області, а 10 серпня цього ж року був висвячений у сан священика в Святоуспенському соборі.
У 1982 заочно закінчив Московську духовну семінарію.
Приходське служіння проходив у Донецькій, Луганській, Ростовській та Львівській областях с. Буців, с. Шегині Мостиського району.
Овдовів у 1993.
У 1989 році залишив Російську православну церкву та перейшов до УАПЦ.

## Єпископське служіння
3 листопада 1996 року висвячений владиками Димитрієм (Яремою), Ігорем (Ісіченком) і Мефодієм (Кудряковим) у єпископа та одноголосно обраний Собором УАПЦ керуючим Львівською єпархією. 
Зведений у сан архієпископа у 2001 році.
25 травня 2011 Архієрейським собором УАПЦ за пропозицією Предстоятеля УАПЦ, Блаженнійшого Мефодія (Кудрякова), митрополита Київського і всієї України про відзначення трудів на користь Православної церкви за багаторічну «ревну працю для добра Церкви, та утвердження духовності в українському народі» владика Макарій одноголосно возведений у сан митрополита.
27 лютого 2015 року Архієрейський собор обрав митрополита Львівського, керуючого Рівенсько-Волинською і Таврійською єпархіями Макарія місцеблюстителем престолу УАПЦ.
4 червня 2015 року Помісним собором Української автокефальної православної церкви обраний предстоятелем Української автокефальної православної церкви з титулом Митрополита Київського та усієї України..

## Участь в об'єднавчому процесі
Будучи Місцеблюстителем Київського митрополичого престолу чітко заявив про бажання об'єднати УАПЦ із УПЦ КП:
«Йти до об'єднання. Якщо наші брати по об'єднанню будуть щирі, буде українська православна помісна церква. Чого й чекаємо»
Після свого обрання Предстоятелем УАПЦ також заявив, що готовий піти «до Онуфрія і вклонюся до нього в ноги, щоб він відійшов від Москви» задля створення Помісної церкви.

8 червня 2015 року відбулася зустріч комісій з діалогу Української Автокефальної Православної Церкви та Української Православної Церкви Київського Патріархату, на якому було запропоновано нові умови з боку Київського Патріархату, а саме те, що на об'єднавчому соборі буде обговорюватися кандидатура предстоятеля. Але переговорний процес було зірвано — єпископат УАПЦ не влаштовувала назва об'єднаної церкви. Владика Макарій категорично заперечує, що зрив перемовин відбувся з їхньої вини і крапку у цій історії, за його словами, ще ставити рано.
«Ми нічого не зривали, ми запропонували, щоб об'єднана Церква носила назву УАПЦ КП».

## Нагороди
- Орден Архистратига Михаїла I ступеня (28 липня 2020)[8]
- Орден Архистратига Михаїла II ступеня (29 жовтня 2019)[9]
- Орден «За заслуги» III ст. (22 липня 2008) — за вагомий особистий внесок у розвиток духовності в Україні, багаторічну плідну церковну діяльність та з нагоди 1020-річчя хрещення Київської Русі[10]
- Почесна грамота Кабінету Міністрів України (15 жовтня 2004) — за вагомий особистий внесок у справу духовного відродження українського народу, активну благодійну діяльність, утвердження ідей милосердя і злагоди в українському суспільстві[11]